# الإعاقة السمعية البصرية

المؤلفة والناشطة والمُحاضرة الأمريكية الصمّاء العمياء الراحلة هيلين كيلر عام 1904. فقدت هيلين بصرها وسمعها بسبب التهاب السحايا وهي بعمر الـ19 شهر.

الإعاقة السمعية البصرية أو الصمم البصري أو مجتمع الصم المكفوفين ( بالأنحليزية : Deafblindness ) هي حالة من قلة السمع وضعف البصر . فهناك درجات مختلفة من فقدان البصر وفقدان السمع داخل كل فرد، مما يجعل مجتمع الصم المكفوفين فريدًا من نوعه  وبسبب هذا التنوع، يجب معالجة احتياجات كل فرد أصم كفيف فيما يتعلق بنمط الحياة والتواصل والتعليم والعمل على أساس درجة الحرمان من الطريقة المزدوجة من أجل تحسين قدرتهم على العيش بشكل مستقل.
قُدر أن ما يقرب من 35,000 إلى 40,000 من سكان الولايات المتحدة يعانون من الإعاقة السمعية البصرية. و كانت هيلين كيلر مثالًا معروفًا للفرد الأصم الكفيف.
علاوة على ذلك، فإن مجتمع الصم المكفوفين لديه ثقافته الخاصة، مما يخلق مجتمعًا من الصم المكفوفين يشبه كلا من مجتمع الصم ومجتمع المكفوفين . يتكون كل مجتمع من مجموعة من الأفراد الذين مرّوا بتجارب مماثلة ولديهم فهم متجانس لما يعنيه أن يكونوا ذوي إعاقة سمعية بصرية، حتى مع التنوع الكبير في الخلفيات التعليمية والثقافية  ينظر بعض الأفراد الصم المكفوفين إلى حالتهم على إنها جزء من هويتهم.   

## علم الأوبئة
الحالة الطبية للإعاقة السمعية البصرية تأتي في أشكال مختلفة.
بالنسبة للبعض، قد تحدث هذه الحالة منذ الولادة نتيجة لخلل جيني، والبعض الآخر يحدث فجأة بسبب وجود شكل من أشكال المرض أو بسبب حادث يكون نتيجته الحرمان من أي رؤية أو السمع، أو كليهما.
وقد يولد الشخص أصم ثم يصبح أعمى في مرحلة لاحقة من الحياة، أو العكس.
وفي أي حالة من حالات الإصابة بالمرض، هناك العديد من الحالات المحتملة بعضها يحدث تدريجياً، والبعض الآخر يحدث بشكل غير متوقع وفجأة. و يمكن تصنيف تشخيص الإعاقة السمعية البصرية طبياً إلى أنواع محددة بناءً على أعراض الشخص وأسبابه.
هناك نوعان رئيسيان من الإعاقة السمعية البصرية: الإعاقة الخلقية والإعاقة المكتسبة.
الصمم البصري الخلقي : وهي حالة الصمم البصري الخلقي منذ الولادة
- تعقيدات الحمل [11]
  - آثار الكحول / المخدرات
    - متلازمة طيف الكحول الجنينية

  - نتيجة الخداج
  - بسبب المرض / العدوى
    - الحصبة الالمانية
    - الإيدز
    - الفيروس المضخم للخلايا
    - مرض الزهري
    - داء المقوسات
- الحالات الوراثية (واضحة من الولادة) [8][12]
  - الحالات الشاذة / المتلازمات (هناك العديد من العيوب الوراثية التي قد تساهم في حالة الشخص الطبية من الصمم، والتي يتم سرد بعض من أكثر المتلازمات المعروفة)
    - متلازمة شارج
    - متلازمة داون
    - متلازمة مارشال
    - متلازمة الحصبة الألمانية
    - متلازمة ستيكلر
    - تريسومي 13

الصمم البصري المكتسب : حالة الصمم البصري في وقت لاحق من الحياة
- الحالات الوراثية (واضحة في مرحلة لاحقة من الحياة) [12]
  - متلازمة أشر-هولجرين
  - متلازمة البورت
- فقدان الطريقة المرتبطة بالعمر (الرؤية أو السمع أو كليهما) [13]
- مرض
  - التهاب السحايا
- الإصابات الجسدية [14]
  - تلف المخ / الصدمة
  - السكتة الدماغية
  - تلف جسدي دائم (يتعلق بالرؤية أو السمع)

## التواصل
يتواصل الأشخاص الصم المكفوفين بعدة طرق مختلفة كما تحددها طبيعة حالتهم، وعمر ظهورهم، والموارد المتاحة لهم.
على سبيل المثال، من المحتمل أن يستخدم شخص نشأ أصما ثم خسر الرؤية في وقت لاحق من العمر لغة الإشارة (في شكل بصري أو عن طريق اللمس).
أما الآخرون الذين نشأوا عمي وأصبحوا صُمّ في الغالب هم أكثر عرضة لاستخدام طريقة اللمس للغة المنطوقة / المكتوبة.
طرق الاتصال ما يلي:
- استخدام حاسة السمع المتبقية (من خلال أجهزة السمع ، أو زراعة القوقعة ) أو حاسة البصر المتبقية (من خلال الكتابة بخط كبير أو التوقيع اليدوي في مكان مخصص وواضح).
- التخاطب عن طريق اللمس ، أو لغة الإشارة ، أو الأبجدية اليدوية مثل الأبجدية اليدوية الأمريكية أو أبجدية اليدين لمرضى الصمم البصري (والمعروفة أيضًا باسم "كتيب اليدين Two-Hand Manual ") مع بعض التعديلات اللمسية أو المرئية.
- خدمات الترجمة الفورية (مثل مترجمي لغة الإشارة أو مساعدي التواصل).
- أجهزة الاتصال مثل Tellatouch أو إصداراته المحوسبة المعروفة باسم TeleBraille و Screen Braille Communicator.

ويتم استخدام طرق متعددة الحواس لمساعدة الصم المكفوفين على تحسين مهارات التواصل لديهم، فيمكن تعليم هؤلاء الأطفال الصغار جدًا الذين يعانون من تأخر النمو (للمساعدة في التواصلفي المراحل الأولية ) ، والشباب الذين يعانون من صعوبات في التعلم، وكبار السن، بمن فيهم المصابين بالخرف . وإحدى هذه العمليات هي استخدام حزمة اللمس .
يتواصل مشغلو الراديو الهواة والمصابين بالصمم البصري بشكل عام على أجهزة الراديو ثنائية الاتجاه باستخدام شفرة Morse .  

## التقنية
تشمل معدات برايل مجموعة متنوعة من الأجهزة متعددة الأغراض، مما يعزز الوصول إلى الاتصال عن بعد.
يمكن استخدام بعضها كأجهزة قائمة بذاتها متصلة عبر Wi-Fi ، في حين يتم إقران البعض الآخر بجهاز محمول لتوفير الوصول عن طريق اللمس إلى البريد الإلكتروني والرسائل النصية وغيرها من موارد الاتصالات الحديثة.
للتعامل مع معدات برايل، يجب أن يكون المستخدم المؤهل بارعا في طريقة برايل ويجب أن يكون لديه إمكانية الوصول إلى الإنترنت أو الخدمة الخلوية.
و يمكن استخدام شاشة برايل الرسومية في استشعار بيانات الرسوم مثل الخرائط والصور والبيانات النصية التي تتطلب إمكانيات عرض متعددة الخطوط مثل جداول البيانات والمعادلات.
وشاشات عرض برايل المتاحة في السوق هي DV-2 (من KGS  ) و Hyperbraille و  و TACTISPLAY Table / Walk (من Tactisplay Corp. ).
وعلى سبيل المثال، يمكن أن يعرض TACTISPLAY Table  رسومات برايل القابلة للتحديث بدقة 120 * 100 على صفحة واحدة. هذا الفيديو يظهر تشغيل الجهاز.

## في الثقافة العامة
كانت هابن جيرما ، أول فرد من الصم المكفوفين تتخرج من كلية الحقوق بجامعة هارفارد ، والتي أصدرت سيرة ذاتية بعنوان هابن: المرأة الصماء التي احتلت قانون هارفارد في عام 2019.

## روابط خارجية
- المركز الوطني للصم - العمى الموقع الإعلامي الرسمي عن الصمم في الولايات المتحدة.
- موقع مركز هيلين كيلر الوطني للشباب والبالغين الصم والمكفوفين لخدمات هيلين كيلر الذي يقدم خدمات لمجتمعات المكفوفين الصم والمكفوفين.
- الاتحاد العالمي لموقع الصم للمكفوفين للحصول على معلومات حول الصم في جميع أنحاء العالم.
- موقع أستراليا قادرة على المعلومات عن الصمم في أستراليا.
- "Haben جيرما الصفحة الرئيسية" عن Haben جيرما، أول المكفوفين خريج كلية الحقوق بجامعة هارفارد.